# زاکار سوم زاکاریان
زاکار سوم زاکاریان ( انگلیسی: Zakare III Zakarian؛ گرجی: ზაქარია III მხარგრძელი؛  نامعلوم – ۱۲۶۱) نجیب‌زاده و فرد نظامی ارمنی‌تبار اهل گرجستان بود. وی امیرسپهسالار پادشاهی متحد گرجستان بود.

## زندگی‌نامه
تاریخ تولد وی نامعلوم می‌باشد. شاهنشاه زاکاریان پدر وی بود. وی در ۱۲۶۱ درگذشت و در صومعه کوبایر به خاک سپرده شد.